# Verein für Leibesübungen von 1899 2014-2015
Questa voce raccoglie le informazioni riguardanti il Verein für Leibesübungen von 1899 nelle competizioni ufficiali della stagione 2014-2015.

## Stagione
Nella stagione 2014-2015 l'Osnabrück, allenato da Maik Walpurgis, concluse il campionato di 3. Liga all'11º posto.

## Rosa
| N. |                           | Ruolo | Calciatore             |
| -- | ------------------------- | ----- | ---------------------- |
| 1  | Portogallo (bandiera)     | P     | Daniel Heuer Fernandes |
| 2  | Italia (bandiera)         | D     | Davide Grassi          |
| 4  | Germania (bandiera)       | C     | Maximilian Wagener     |
| 5  | Germania (bandiera)       | D     | David Pisot            |
| 6  | Germania (bandiera)       | D     | Alexander Dercho       |
| 7  | Italia (bandiera)         | C     | Massimo Ornatelli      |
| 8  | Germania (bandiera)       | C     | Tom Merkens            |
| 10 | Germania (bandiera)       | C     | Christian Groß         |
| 10 | Germania (bandiera)       | C     | Simon Tüting           |
| 11 | Rep. del Congo (bandiera) | A     | Francky Sembolo        |
| 13 | RD del Congo (bandiera)   | A     | Addy-Waku Menga        |
| 14 | Russia (bandiera)         | A     | Stanislav Il'jučenko   |
| 15 | Germania (bandiera)       | C     | Maik Odenthal          |
| 16 | Germania (bandiera)       | D     | Nicolas Eiter          |

| N. |                        | Ruolo | Calciatore        |
| -- | ---------------------- | ----- | ----------------- |
| 18 | Germania (bandiera)    | C     | Marcel Kandziora  |
| 19 | Germania (bandiera)    | C     | Nicolas Feldhahn  |
| 20 | Afghanistan (bandiera) | A     | Milad Salem       |
| 21 | Germania (bandiera)    | D     | Paul Thomik       |
| 22 | Tunisia (bandiera)     | C     | Sofien Chahed     |
| 23 | Germania (bandiera)    | C     | Michael Hohnstedt |
| 24 | Germania (bandiera)    | D     | Tobias Willers    |
| 24 | Germania (bandiera)    | C     | Finn Bode         |
| 26 | Germania (bandiera)    | C     | Stephan Thee      |
| 27 | Germania (bandiera)    | D     | Kim Falkenberg    |
| 28 | Germania (bandiera)    | P     | Frank Lehmann     |
| 29 | Germania (bandiera)    | A     | Marcos Álvarez    |
| 30 | Germania (bandiera)    | P     | Bernd Düker       |

## Organigramma societario
Area tecnica
- Allenatore: Maik Walpurgis
- Allenatore in seconda: Ovid Hajou
- Preparatore dei portieri: Rolf Meyer
- Preparatori atletici: Henrik Frach

## Calciomercato

### Sessione estiva
| Acquisti | Acquisti           | Acquisti               | Acquisti |
| R.       | Nome               | da                     | Modalità |
| -------- | ------------------ | ---------------------- | -------- |
| C        | Maximilian Wagener | Bayer Leverkusen       |          |
| D        | Tobias Willers     | RB Lipsia              |          |
| D        | Davide Grassi      | Arīs Limassol          |          |
| A        | Marcos Álvarez     | Kickers Stoccarda      |          |
| C        | Finn Bode          | Osnabrück U19          |          |
| C        | Sofien Chahed      | Sportfreunde Lotte     |          |
| D        | Kim Falkenberg     | Saarbrücken            |          |
| A        | Kevin Freiberger   | Sportfreunde Lotte     |          |
| C        | Christian Groß     | Sportfreunde Lotte     |          |
| C        | Marcel Kandziora   | FSV Francoforte        |          |
| A        | Addy-Waku Menga    | Oldenburg              |          |
| C        | Leon Neldner       | Osnabrück U19          |          |
| C        | Maik Odenthal      | Borussia M'gladbach II |          |
| A        | Milad Salem        | Elversberg             |          |
| A        | Francky Sembolo    | Hallescher             |          |
| C        | Stephan Thee       | Wacker Burghausen      |          |

| Cessioni | Cessioni             | Cessioni           | Cessioni |
| R.       | Nome                 | a                  | Modalità |
| -------- | -------------------- | ------------------ | -------- |
| D        | Florian Krebs        | Hallescher         |          |
| D        | Steven Bentka        | Sportfreunde Lotte |          |
| C        | Michael Blum         | Elversberg         |          |
| A        | Adriano Grimaldi     | Heidenheim         |          |
| C        | Timo Kunert          | Saarbrücken        |          |
| D        | Marcel Lenz          | TuS Dassendorf     |          |
| C        | Dániel Nagy          | Ferencváros        |          |
| D        | Sebastian Neumann    | Aalen              |          |
| A        | Malte Nieweler       | Viktoria Colonia   |          |
| C        | Jerry Opoku-Karikari | Elversberg         |          |
| A        | Christian Pauli      | Rehden             |          |
| A        | Andreas Spann        | Illertissen        |          |
| A        | Pascal Testroet      | Arminia Bielefeld  |          |
| A        | Dennis Wegner        | Saarbrücken        |          |
| C        | Erik Zenga           | Preußen Münster    |          |

### Sessione invernale
| Acquisti | Acquisti     | Acquisti   | Acquisti |
| R.       | Nome         | da         | Modalità |
| -------- | ------------ | ---------- | -------- |
| C        | Simon Tüting | Sandhausen |          |

| Cessioni | Cessioni         | Cessioni        | Cessioni |
| R.       | Nome             | a               | Modalità |
| -------- | ---------------- | --------------- | -------- |
| A        | Kevin Freiberger | Rot-Weiss Essen |          |
| C        | Andreas Glockner | Fortuna Colonia |          |
| C        | Leon Neldner     | St. Pauli II    |          |

## Risultati

### 3. Liga

#### Girone di andata
| Arbitro: | Kempter |

|           |           |                                        |
| Salem 87’ | Marcatori | 16’ Pospěch 49’ Michel 69’ Kleindienst |

| Arbitro: | Kinhöfer |

|                             |           |  |
| Türpitz 60’ Fink 85’ (rig.) | Marcatori |  |

| Arbitro: | Ittrich |

|                     |           |                          |
| Salem 53’ Menga 59’ | Marcatori | 23’ Comvalius 36’ Hefele |

| Arbitro: | Sippel |

|              |           |                     |
| Testroet 43’ | Marcatori | 23’, 33’ Il'jučenko |

| Arbitro: | Gräfe |

|  |           |           |
|  | Marcatori | 29’ Zenga |

| Arbitro: | Göpferich |

|  |           |           |
|  | Marcatori | 74’ Menga |

| Arbitro: | Stark |

|                                             |           |                  |
| Feldhahn 21’ (rig.) Hohnstedt 64’ Pisot 72’ | Marcatori | 51’ Brandstetter |

| Arbitro: | Kampka |

|                                   |           |  |
| Scheidhauer 44’ Dum 66’ Klotz 84’ | Marcatori |  |

| Arbitro: | Hartmann |

|                        |           |            |
| Menga 22’ Feldhahn 63’ | Marcatori | 43’ Kazior |

| Arbitro: | Rohde |

|             |           |           |
| Soriano 55’ | Marcatori | 50’ Menga |

| Arbitro: | Alt |

|           |           |                                    |
| Menga 76’ | Marcatori | 35’ Jänicke 90’ Müller 90’ Riemann |

| Arbitro: | Waschitzki-Günther |

|                     |           |                                                         |
| Köpke 67’, 81’, 85’ | Marcatori | 23’ Kandziora 56’ (rig.), 75’ (rig.) Feldhahn 89’ Menga |

| Arbitro: | Schlager |

|                         |           |  |
| Kandziora 59’ Menga 90’ | Marcatori |  |

| Arbitro: | Reichel |

|                             |           |                         |
| Derstroff 83’ Stanković 90’ | Marcatori | 30’ Il'jučenko 85’ Thee |

| Arbitro: | Huber |

|                    |           |  |
| Thee 18’ Menga 87’ | Marcatori |  |

| Arbitro: | Treiber |

|                    |           |                               |
| Kučuković 90’, 90’ | Marcatori | 58’ Menga 83’ (rig.) Feldhahn |

| Arbitro: | Sather |

|                              |           |  |
| Ornatelli 33’ Il'jučenko 65’ | Marcatori |  |

| Arbitro: | Wingenbach |

|                                        |           |              |
| Menga 52’ Ornatelli 70’ Il'jučenko 90’ | Marcatori | 66’ Grüttner |

| Arbitro: | Reichel |

|                          |           |               |
| Engelhardt 13’ Kruse 36’ | Marcatori | 65’ Ornatelli |

#### Girone di ritorno
| Arbitro: | Hartmann |

|                            |           |                         |
| Kleindienst 58’ Möhrle 75’ | Marcatori | 6’ Il'jučenko 54’ Menga |

| Arbitro: | Cortus |

|                     |           |  |
| Il'jučenko 57’, 69’ | Marcatori |  |

| Arbitro: | Dietz |

|                         |           |                |
| Hartmann 51’ Eilers 61’ | Marcatori | 29’ Il'jučenko |

| Arbitro: | Fritz |

|  |           |                                    |
|  | Marcatori | 9’ Müller 12’, 16’ Klos 51’ Lorenz |

| Arbitro: | Schmidt |

|                          |           |  |
| Bischoff 65’, 75’ (rig.) | Marcatori |  |

| Arbitro: | Jablonski |

|  |           |             |
|  | Marcatori | 39’ Dahmani |

| Arbitro: | Kempter |

|                                    |           |                    |
| Aydın 44’ Czichos 57’ Kammlott 90’ | Marcatori | 64’ (aut.) Gohouri |

| Arbitro: | Gräfe |

|             |           |             |
| Álvarez 38’ | Marcatori | 60’ Onuegbu |

| Arbitro: | Drees |

|            |           |  |
| Krause 22’ | Marcatori |  |

| Arbitro: | Thomsen |

|                                                    |           |                |
| Willers 6’ Il'jučenko 11’ Odenthal 20’ Álvarez 44’ | Marcatori | 49’ Baumgärtel |

| Arbitro: | Schwermer |

|                                  |           |  |
| Wiemann 27’ (rig.) Benyamina 86’ | Marcatori |  |

| Arbitro: | Storks |

|               |           |  |
| Kandziora 75’ | Marcatori |  |

| Arbitro: | Göpferich |

|            |           |           |
| Königs 56’ | Marcatori | 52’ Menga |

| Arbitro: | Günsch |

|                |           |                  |
| Il'jučenko 36’ | Marcatori | 75’ (rig.) Solga |

| Arbitro: | Schlager |

|              |           |  |
| Aupperle 84’ | Marcatori |  |

| Arbitro: | Grudzinski |

|            |           |  |
| Álvarez 4’ | Marcatori |  |

| Arbitro: | Mix |

|                 |           |                |
| Weil 86’ (rig.) | Marcatori | 14’ Il'jučenko |

| Aspach 16 maggio 2015, ore 13:30 CEST 37ª giornata | Stoccarda II | 0 – 0 referto | Osnabrück | Mechatronik Arena (400 spett.)\| Arbitro: \| Huber \| |
| Arbitro:                                           | Huber        |               |           |                                                       |

| Arbitro: | Dittrich |

|                          |           |  |
| Menga 31’ Il'jučenko 80’ | Marcatori |  |

## Statistiche

### Statistiche di squadra
| Competizione | Punti | In casa | In casa | In casa | In casa | In casa | In casa | In trasferta | In trasferta | In trasferta | In trasferta | In trasferta | In trasferta | Totale | Totale | Totale | Totale | Totale | Totale | DR |
| Competizione | Punti | G       | V       | N       | P       | Gf      | Gs      | G            | V            | N            | P            | Gf           | Gs           | G      | V      | N      | P      | Gf     | Gs     | DR |
| ------------ | ----- | ------- | ------- | ------- | ------- | ------- | ------- | ------------ | ------------ | ------------ | ------------ | ------------ | ------------ | ------ | ------ | ------ | ------ | ------ | ------ | -- |
| 3. Liga      | 52    | 19      | 11      | 3       | 5       | 30      | 20      | 19           | 3            | 7            | 9            | 19           | 31           | 38     | 14     | 10     | 14     | 49     | 51     | -2 |
| Totale       | 52    | 19      | 11      | 3       | 5       | 30      | 20      | 19           | 3            | 7            | 9            | 19           | 31           | 38     | 14     | 10     | 14     | 49     | 51     | -2 |

### Andamento in campionato
| Giornata  | 1  | 2  | 3  | 4  | 5  | 6  | 7 | 8  | 9 | 10 | 11 | 12 | 13 | 14 | 15 | 16 | 17 | 18 | 19 | 20 | 21 | 22 | 23 | 24 | 25 | 26 | 27 | 28 | 29 | 30 | 31 | 32 | 33 | 34 | 35 | 36 | 37 | 38 |
| --------- | -- | -- | -- | -- | -- | -- | - | -- | - | -- | -- | -- | -- | -- | -- | -- | -- | -- | -- | -- | -- | -- | -- | -- | -- | -- | -- | -- | -- | -- | -- | -- | -- | -- | -- | -- | -- | -- |
| Luogo     | C  | T  | C  | T  | C  | T  | C | T  | C | T  | C  | T  | C  | T  | C  | T  | C  | C  | T  | T  | C  | T  | C  | T  | C  | T  | C  | T  | C  | T  | C  | T  | C  | T  | C  | T  | T  | C  |
| Risultato | P  | P  | N  | V  | P  | V  | V | P  | V | N  | P  | V  | V  | N  | V  | N  | V  | V  | P  | N  | V  | P  | P  | P  | P  | P  | N  | P  | V  | P  | V  | N  | N  | P  | V  | N  | N  | V  |
| Posizione | 17 | 19 | 19 | 16 | 17 | 15 | 9 | 12 | 9 | 11 | 11 | 10 | 10 | 10 | 10 | 10 | 6  | 3  | 6  | 7  | 5  | 7  | 8  | 10 | 11 | 11 | 12 | 13 | 12 | 12 | 11 | 12 | 12 | 12 | 11 | 11 | 11 | 11 |

Legenda:

Luogo: C = Casa; T = Trasferta. Risultato: V = Vittoria; N = Pareggio; P = Sconfitta.

### Statistiche dei giocatori
| F. Bode       | 0  | 0  | 0  | 0 |
| S. Chahed     | 21 | 0  | 3  | 1 |
| A. Dercho     | 30 | 0  | 7  | 0 |
| B. Düker      | 0  | 0  | 0  | 0 |
| N. Eiter      | 2  | 0  | 0  | 0 |
| K. Falkenberg | 8  | 0  | 5  | 0 |
| N. Feldhahn   | 32 | 5  | 10 | 0 |
| D. Fernandes  | 26 | 0  | 2  | 0 |
| K. Freiberger | 4  | 0  | 0  | 0 |
| A. Glockner   | 9  | 0  | 0  | 0 |
| D. Grassi     | 20 | 0  | 3  | 1 |
| C. Groß       | 34 | 0  | 9  | 0 |
| M. Hohnstedt  | 29 | 1  | 3  | 0 |
| S. Il'jučenko | 35 | 13 | 12 | 0 |
| M. Kandziora  | 27 | 3  | 4  | 0 |
| F. Lehmann    | 13 | 0  | 1  | 0 |
| A. Menga      | 38 | 13 | 2  | 0 |
| T. Merkens    | 2  | 0  | 0  | 0 |
| L. Neldner    | 0  | 0  | 0  | 0 |
| M. Odenthal   | 7  | 1  | 1  | 0 |
| M. Ornatelli  | 14 | 3  | 4  | 1 |
| D. Pisot      | 36 | 1  | 3  | 0 |
| M. Salem      | 15 | 2  | 1  | 1 |
| F. Sembolo    | 13 | 0  | 0  | 0 |
| S. Thee       | 27 | 2  | 6  | 0 |
| P. Thomik     | 6  | 0  | 0  | 1 |
| S. Tüting     | 13 | 0  | 0  | 0 |
| M. Wagener    | 10 | 0  | 3  | 0 |
| T. Willers    | 27 | 1  | 4  | 1 |
| M. Álvarez    | 30 | 3  | 5  | 0 |